# Joan Jorquera Cala
Joan Jorquera Cala (Gerona, 14 de julio de 2000) es un deportista español que compite en taekwondo.
Ganó dos medallas de bronce en el Campeonato Mundial de Taekwondo, en los años 2022 y 2023, y dos medallas en el Campeonato Europeo de Taekwondo, plata en 2021 y bronce en 2022.
En los Juegos Europeos de Cracovia 2023 consiguió una medalla de bronce en la categoría de –63 kg.

## Palmarés internacional
| Campeonato Mundial | Campeonato Mundial       | Campeonato Mundial | Campeonato Mundial |
| Año                | Lugar                    | Medalla            | Categoría          |
| ------------------ | ------------------------ | ------------------ | ------------------ |
| 2022               | Guadalajara (México)     | Medalla de bronce  | –63 kg             |
| 2023               | Bakú (Azerbaiyán)        | Medalla de bronce  | –63 kg             |
| Juegos Europeos    |                          |                    |                    |
| Año                | Lugar                    | Medalla            | Categoría          |
| 2023               | Krynica-Zdrój (Polonia)  | Medalla de bronce  | –63 kg             |
| Campeonato Europeo |                          |                    |                    |
| Año                | Lugar                    | Medalla            | Categoría          |
| 2021               | Sofía (Bulgaria)         | Medalla de plata   | –63 kg             |
| 2022               | Mánchester (Reino Unido) | Medalla de bronce  | –63 kg             |